# Liste des députés de la préfecture de Shizuoka
Cette page liste les membres de la Chambre des représentants du Japon élus dans les circonscriptions de la préfecture de Shizuoka.

## 41elégislature(1996-2000)
Au cours de la 41e législature, les députés de la préfecture de Shizuoka furent les suivants :
| Circonscription | Député | Député                 | Parti politique | Mandat    |
| --------------- | ------ | ---------------------- | --------------- | --------- |
| 1re             |        | Yoshinori Ōguchi (ja)  | Shinshintō      |           |
| 2e              |        | Shōzou Harada (ja)     | PLD             |           |
| 3e              |        | Hakuo Yanagisawa (ja)  | PLD             |           |
| 4e              |        | Yoshio Mochizuki       | SE              |           |
| 5e              |        | Toshitsugu Saitō (ja)  | PLD             |           |
| 6e              |        | Shū Watanabe (ja)      | PDJ             |           |
| 7e              |        | Yoshiaki Kibe (ja)     | PLD             |           |
| 8e              |        | Yasuyuki Kitawaki (ja) | Shinshintō      | 1996-1999 |
| 8e              |        | Ryū Shionoya           | PLD             | 1999-2000 |
| 9e              |        | Hiroshi Kumagai (ja)   | Shinshintō      |           |

## 42elégislature(2000-2003)
Au cours de la 42e législature, les députés de la préfecture de Shizuoka furent les suivants :
| Circonscription | Député | Député                | Parti politique |
| --------------- | ------ | --------------------- | --------------- |
| 1re             |        | Yōko Kamikawa         | SE              |
| 2e              |        | Shōzou Harada (ja)    | PLD             |
| 3e              |        | Hakuo Yanagisawa (ja) | PLD             |
| 4e              |        | Yoshio Mochizuki      | PLD             |
| 5e              |        | Toshitsugu Saitō (ja) | PLD             |
| 6e              |        | Shū Watanabe (ja)     | PDJ             |
| 7e              |        | Gōshi Hosono          | PDJ             |
| 8e              |        | Yasutomo Suzuki (ja)  | PDJ             |
| 9e              |        | Hiroshi Kumagai (ja)  | PDJ             |

## 43elégislature(2003-2005)
Au cours de la 43e législature, les députés de la préfecture de Shizuoka furent les suivants :
| Circonscription | Député | Député                 | Parti politique |
| --------------- | ------ | ---------------------- | --------------- |
| 1re             |        | Seishū Makino (ja)     | PDJ             |
| 2e              |        | Yoshitsugu Harada (ja) | PLD             |
| 3e              |        | Hakuo Yanagisawa (ja)  | PLD             |
| 4e              |        | Yoshio Mochizuki       | PLD             |
| 5e              |        | Gōshi Hosono           | PDJ             |
| 6e              |        | Shū Watanabe (ja)      | PDJ             |
| 7e              |        | Minoru Kiuchi (ja)     | SE              |
| 8e              |        | Ryū Shionoya           | PLD             |

## 44elégislature(2005-2009)
Au cours de la 44e législature, les députés de la préfecture de Shizuoka furent les suivants :
| Circonscription | Député | Député                 | Parti politique |
| --------------- | ------ | ---------------------- | --------------- |
| 1re             |        | Yōko Kamikawa          | PLD             |
| 2e              |        | Yoshitsugu Harada (ja) | PLD             |
| 3e              |        | Hakuo Yanagisawa (ja)  | PLD             |
| 4e              |        | Yoshio Mochizuki       | PLD             |
| 5e              |        | Gōshi Hosono           | PDJ             |
| 6e              |        | Shū Watanabe (ja)      | PDJ             |
| 7e              |        | Satsuki Katayama       | PLD             |
| 8e              |        | Ryū Shionoya           | PLD             |

## 45elégislature(2009-2012)
Au cours de la 45e législature, les députés de la préfecture de Shizuoka furent les suivants :
| Circonscription | Député | Député               | Parti politique |
| --------------- | ------ | -------------------- | --------------- |
| 1re             |        | Seishū Makino (ja)   | PDJ             |
| 2e              |        | Shōgo Tsugawa (ja)   | PDJ             |
| 3e              |        | Nobuhiro Koyama (ja) | PDJ             |
| 4e              |        | Kenji Tamura (ja)    | PDJ             |
| 5e              |        | Gōshi Hosono         | PDJ             |
| 6e              |        | Shū Watanabe (ja)    | PDJ             |
| 7e              |        | Minoru Kiuchi (ja)   | SE              |
| 8e              |        | Susumu Saitō (ja)    | PDJ             |

## 46elégislature(2012-2014)
Au cours de la 46e législature, les députés de la préfecture de Shizuoka furent les suivants :
| Circonscription | Député | Député                  | Parti politique |
| --------------- | ------ | ----------------------- | --------------- |
| 1re             |        | Yōko Kamikawa           | PLD             |
| 2e              |        | Tatsunori Ibayashi (ja) | PLD             |
| 3e              |        | Hiroyuki Miyazawa (ja)  | PLD             |
| 4e              |        | Yoshio Mochizuki        | PLD             |
| 5e              |        | Gōshi Hosono            | PDJ             |
| 6e              |        | Shū Watanabe (ja)       | PDJ             |
| 7e              |        | Minoru Kiuchi (ja)      | PLD             |
| 8e              |        | Ryū Shionoya            | PLD             |

## 47elégislature(2014-2017)
Au cours de la 47e législature, les députés de la préfecture de Shizuoka furent les suivants :
| Circonscription | Député | Député                  | Parti politique |
| --------------- | ------ | ----------------------- | --------------- |
| 1re             |        | Yōko Kamikawa           | PLD             |
| 2e              |        | Tatsunori Ibayashi (ja) | PLD             |
| 3e              |        | Hiroyuki Miyazawa (ja)  | PLD             |
| 4e              |        | Yoshio Mochizuki        | PLD             |
| 5e              |        | Gōshi Hosono            | PDJ             |
| 6e              |        | Shū Watanabe (ja)       | PDJ             |
| 7e              |        | Minoru Kiuchi (ja)      | PLD             |
| 8e              |        | Ryū Shionoya            | PLD             |

## 48elégislature(2017-2021)
Au cours de la 48e législature, les députés de la préfecture de Shizuoka furent les suivants :
| Circonscription | Député | Député                  | Parti politique | Mandat    |
| --------------- | ------ | ----------------------- | --------------- | --------- |
| 1re             |        | Yōko Kamikawa           | PLD             |           |
| 2e              |        | Tatsunori Ibayashi (ja) | PLD             |           |
| 3e              |        | Hiroyuki Miyazawa (ja)  | PLD             |           |
| 4e              |        | Yoshio Mochizuki        | PLD             | 2017-2020 |
| 4e              |        | Yōichi Fukazawa (ja)    | PLD             | 2020-2021 |
| 5e              |        | Gōshi Hosono            | PE              |           |
| 6e              |        | Shū Watanabe (ja)       | PE              |           |
| 7e              |        | Minoru Kiuchi (ja)      | PLD             |           |
| 8e              |        | Ryū Shionoya            | PLD             |           |

## 49elégislature(2021-2024)
Au cours de la 49e législature, les députés de la préfecture de Shizuoka furent les suivants :
| Circonscription | Député | Député                  | Parti politique |
| --------------- | ------ | ----------------------- | --------------- |
| 1re             |        | Yōko Kamikawa           | PLD             |
| 2e              |        | Tatsunori Ibayashi (ja) | PLD             |
| 3e              |        | Nobuhiro Koyama (ja)    | PDC             |
| 4e              |        | Yōichi Fukazawa (ja)    | PLD             |
| 5e              |        | Gōshi Hosono            | SE              |
| 6e              |        | Takaaki Katsumata (ja)  | PLD             |
| 7e              |        | Minoru Kiuchi (ja)      | PLD             |
| 8e              |        | Kentarō Genma (ja)      | PDC             |

## 50elégislature(depuis 2024)
Au cours de la 50e législature, les députés de la préfecture de Shizuoka sont les suivants :
| Circonscription | Député | Député                  | Parti politique |
| --------------- | ------ | ----------------------- | --------------- |
| 1re             |        | Yōko Kamikawa           | PLD             |
| 2e              |        | Tatsunori Ibayashi (ja) | PLD             |
| 3e              |        | Nobuhiro Koyama (ja)    | PDC             |
| 4e              |        | Ken Tanaka (ja)         | PDP             |
| 5e              |        | Gōshi Hosono            | PLD             |
| 6e              |        | Shū Watanabe (ja)       | PDC             |
| 7e              |        | Minoru Kiuchi (ja)      | PLD             |
| 8e              |        | Kentarō Genma (ja)      | PDC             |